# Кућа Сабов-Дејановић
Кућа Сабов-Дејановић је најзначајнији представник стамбене архитектуре грађевина у старом језгру Сремских Карловаца, као Просторне културно-историјске целине изузетног значаја за Србију.
Кућа Димитрија Анастасијевића Сабова смештена у средишњем делу Сремских Карловаца, у данашњој улици Митрополита Стратимировића број 18. Сабов, као богати карлоовачки трговац и један од оснивача Карловачке гимназије, саградио је за себе и своју породицу овај објекат 1790. године. Кућа је 1949. године стављена под заштиту.
Кућа је нешто удаљенија од Трга Бранка Радичевића као средишта насеља, али је смештана на важној трговачкој улици, у близини тзв. „Доње цркве“. Зграда има подрум, приземље и спрат. Приземље је било намењено пословању, док се на спрату живело.
Улична фасада је богато украшена са рокајном декорацијом, са средишњим порталом. Пажњу привлаче четири приземна прозора, који имају богато декорисане решетке од кованог гвожђа у стилу рококоа, а на свакој од њих изведени су и иницијали власника куће „Д. А“. Изразита декоративност ове зграде, а посебно приземне зоне фасаде са рокајним ковинама, јединствена је на објектима грађанске архитектуре 18. века у Војводини.